# Acer galvanitzat

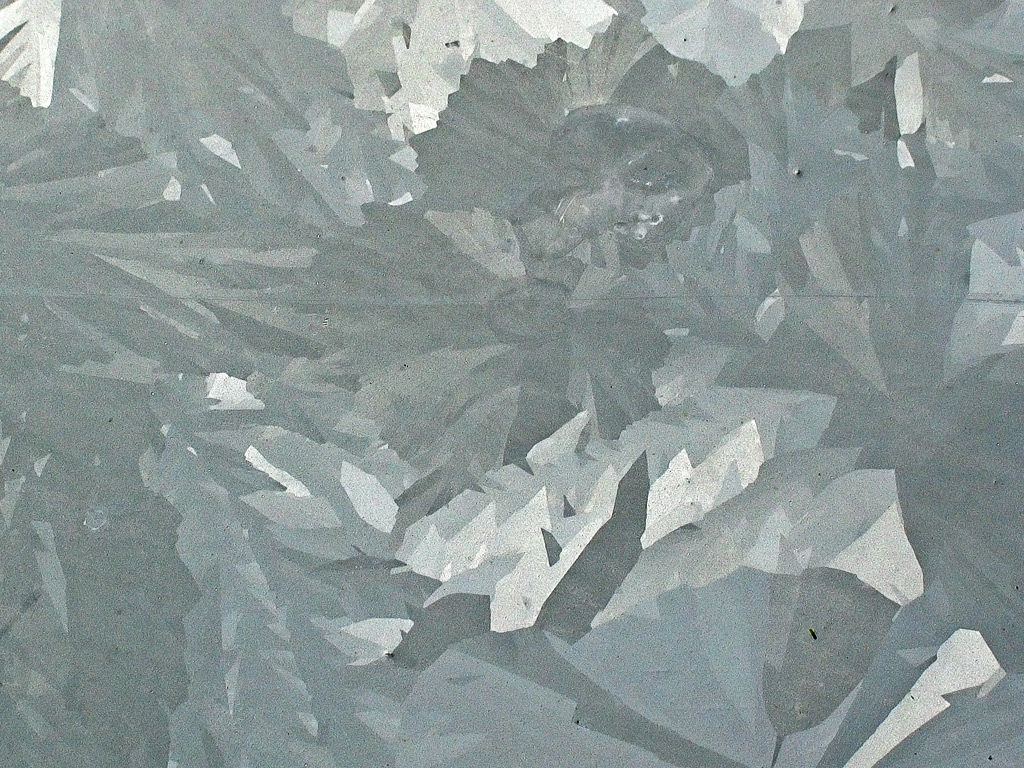
Superfície cristal·lina en acer galvanitzat

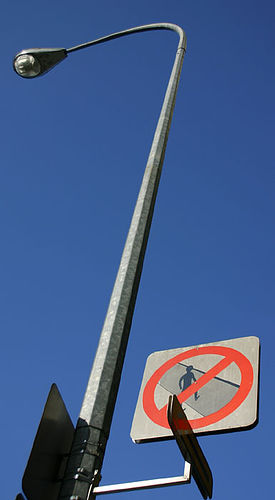
Llum de carrer galvanitzat mostrant la superfície cristal·litzada

L'acer galvanitzat, en anglès:Galvanized steel en el procés Hot-dip galvanization, és una forma de galvanització. És el procediment de donar una capa protectora de zinc al ferro, l'acer o l'alumini a través de la immersió dels metalls en un bany de zinc fos a una temperatura al voltant de 460 °C. Quan s'exposa a l'atmosfera, el zinc pur (Zn) reacciona amb oxigen (O₂) per formar òxid de zinc (ZnO), el qual posteriorment reacciona amb el diòxid de carboni (CO₂) per a formar carbonat de zinc (ZnCO₃), un material gris fosc molt fort que atura la corrosió en moltes circumstàncies, protegint l'acer dels elements.
L'acer galvanitzat és molt usat per evitar la corrosió sense resultar tan car com l'acer inoxidable, i es pot definir per la cristal·lització de la superfície (sovint anomenat en anglès: un spangle).
L'acer galvanitzat es pot usar fins temperatures de 200 °C, més enllà pot donar fums tòxics.

## Història
L'any 1742, Paul Jacques Malouin va descriure un mètode de donar capes al ferro amb zinc fos. El 1836, Stanislas Sorel va obtenir una patent per a un mètode de donar capes amb zinc, després de netejar-lo amb àcid sulfúric al 9% (H₂SO₄) i flux metal·lúrgic amb (NH₄Cl).